# Alain Brillet
Pour les articles homonymes, voir Brillet.
Alain Brillet, né le 30 mars 1947 à Saint-Germain-en-Laye, est un physicien français, spécialiste des interféromètres laser comme détecteurs d'ondes gravitationnelles.

## Biographie
Alain Brillet est un physicien français. Il est ingénieur diplômé (85e promotion) de l'École supérieure de physique et de chimie industrielles de la ville de Paris (ESPCI Paris) en 1970. Entré au CNRS en 1970 dans le laboratoire de l'Horloge atomique (Orsay, Paris Sud XI) pour y développer la métrologie par laser, il obtient son doctorat en 1976. Lors d'un séjour postdoctoral chez John  Hall à Boulder au Colorado, il établit le record de précision de l'expérience de Michelson et Morley en 1979. À son retour il s'intéresse à la détection interférométrique des ondes gravitationnelles, et est rejoint par Jean-Yves Vinet et Catherine Nary Man en 1982.
En 1982, il devient directeur de recherche au CNRS et effectue les premiers travaux sur les lasers stabilisés au CSNSM bat 104 à Orsay,  Paris Sud XI.
Il est l'un des initiateurs en 1985 de l'instrument européen Virgo, avec son collègue italien Adalberto Giazotto, dont il  supervise la construction à Cascina près de Pise (Toscane) de 1993 à 2003. 
Après un séjour au Laboratoire de l'Accélérateur Linéaire (LAL), il s'établit définitivement au laboratoire Artémis de l'Observatoire de la Côte d'Azur en 1999 pour mieux suivre la construction de Virgo. Il joue ensuite un rôle très actif dans la définition du design optique d'Advanced Virgo.   
En 2016, il se voit décerner le prix Ampère de l'Électricité de France. 
Il reçoit la Médaille d'or du CNRS en 2017 conjointement avec Thibault Damour.  pour ses travaux en gravitation expérimentale.
Le 14 juillet 2018, Alain Brillet est fait Officier de la Légion d'honneur.

## Décoration
- Officier de la Légion d'honneur (14 juillet 2018)[6]